# Semiothisa crepuscularia
Semiothisa crepuscularia är en fjärilsart som beskrevs av W. Warren 1897. Semiothisa crepuscularia ingår i släktet Semiothisa och familjen mätare. Inga underarter finns listade i Catalogue of Life.